# Лисичанська волость
Лисичанська волость — історична адміністративно-територіальна одиниця Бахмутського повіту Катеринославської губернії.
Станом на 1886 рік складалася з 2 поселень, 2 сільських громад. Населення — 4770 осіб (2493 особи чоловічої статі та 2277 — жіночої), 875 дворових господарств.
|                    | Площа, десятин | У тому числі орної, дес. |
| ------------------ | -------------- | ------------------------ |
| Сільських громад   | 6165           | 1805                     |
| Казенної власності | 1677           | 339                      |
| Іншої власності    | 477            | 90                       |
| Загалом            | 8319           | 2234                     |

Поселення волості:
- Лисичанськ (Лисяча Балка) — село при Сіверському Донці за 50 верст від повітового міста, 2159 осіб, 426 дворів, православна церква, школа, 7 лавок, винний погріб, 2 ярмарки на рік, базари по неділях. За версту — чувуноплавний завод. За ½ — залізнична станція Лисичанськ.
- Верхнє — село при Сіверському Донці, 2534 осіб, 449 дворів, православна церква, школа, 2 лавок, 2 ярмарки на рік.

За даними на 1908 рік у волості налічувалось 17 поселень, загальне населення волості зросло до 9578 осіб (4796 чоловічої статі та 4782 — жіночої), 1484 дворових господарств.